# You're Gonna Miss Me (film)
Pour les articles homonymes, voir You're Gonna Miss Me.
Pour plus de détails, voir Fiche technique et Distribution.
You're Gonna Miss Me est un film documentaire américain réalisé par Keven McAlester, sorti en 2005. 
Le film retrace, à travers des témoignages de ses proches, la vie de Roger Kynard "Roky" Erickson, membre du groupe de rock psychédélique 13th Floor Elevators dans les années 1960.
You're Gonna Miss Me est le titre d'une chanson écrite par Roky Erickson et parue sur l'album The Psychedelic Sounds of the 13th Floor Elevators des 13th Floor Elevators, en 1966.

## Fiche technique
- Titre : You're Gonna Miss Me
- Réalisation : Keven McAlester
- Photographie : Lee Daniel
- Musique : 13th Floor Elevators
- Producteurs : Keven McAlester, Adrienne Gruben
- Société de distribution : Palm Pictures (USA)
- Pays de production :  États-Unis
- Langue : anglais
- Genre : Film documentaire
- Durée : 91 minutes (1 h 31)

## Distribution
- Roger Kynard Erickson
- Evelyn Erickson
- Sumner Erickson